# Саньков Бор
Саньков Бор (вепс. Timoi) — деревня в Ефимовском городском поселении Бокситогорского района Ленинградской области.

## История
САНЬКОВ-БОР (САНЬКОВО) — деревня Сидоровского общества, прихода Пелушского погоста.

Крестьянских дворов — 2. Строений — 3, в том числе жилых — 2. Жители занимаются рубкой, возкой и сплавом леса.

Число жителей по семейным спискам 1879 г.: 4 м. п., 5 ж. п.; по приходским сведениям 1879 г.: 5 м. п., 7 ж. п.

В конце XIX — начале XX века деревня административно относилась к Борисовщинской волости 5-го земского участка 3-го стана Тихвинского уезда Новгородской губернии.

САНЬКОВ БОР (САНЬКОВО) — деревня Сидоровского общества, дворов — 4, жилых домов — 4, число жителей: 12 м. п., 7 ж. п.

Занятия жителей — земледелие. Озеро Святозеро. (1910 год)

По данным 1933 года деревня Саньков Бор входила в состав Сидоровского вепсского национального сельсовета Ефимовского района.
По данным 1966, 1973 и 1990 годов деревня Саньков Бор также входила в состав Сидоровского сельсовета.
В 4 км от деревни находился Красноборский лесопункт узкоколейной железной дороги Ефимовского лестрансхоза.
В 1997 году в деревне Саньков Бор Сидоровской волости проживали 8 человек, в 2002 году — 4 человека (русские — 75 %).
В 2007 году в деревне Саньков Бор Радогощинского СП постоянного населения не было, в 2010 году — проживали 3 человека, в 2015 году — вновь не было населения.
В мае 2019 года Радогощинское сельское поселение вошло в состав Ефимовского городского поселения.

## География
Деревня расположена в северо-восточной части района на автодороге Сидорово — Красноборский.
Расстояние до деревни Радогощь — 38 км.
Деревня находится к северо-востоку от озера Святозеро.

## Демография
| 1997 | 2002 | 2007 | 2010 | 2017 |
| ---- | ---- | ---- | ---- | ---- |
| 8    | ↘4   | ↘0   | ↗3   | ↘0   |